# Egyszínű kuszkusz
Az egyszínű kuszkusz vagy más néven földi kuszkusz (Phalanger gymnotis) az emlősök (Mammalia) osztályának a Diprotodontia rendjébe, ezen belül a kuszkuszfélék (Phalangeridae) családjába tartozó faj.
Egyes tudósok nemrégiben azt állították, hogy az egyszínű kuszkuszt inkább a Strigocuscus nembe kellene sorolni, mert koponyája a többi Phalanger fajéhoz csak kevéssé hasonlít, a Strigocuscus celebensis nevű kuszkuszfaj koponyája azonban igen sok szempontból hasonló. A legújabb biokémiai vizsgálatok eredménye nyomán azonban a tudósok újra a Phalanger-fajok között tartják számon az egyszínű kuszkuszt.

## Elterjedése, élőhelye
Új-Guinea erdeiben és az Aru-szigeteken honos, az ottani sűrű esőerdőkben él. 
Az első állatokat az Aru-szigeteken fedezték fel, az új-guneai alfajt (Phalanger gymnotis leucippus) 1898-ban írták le először.

## Alfajai
- Phalanger gymnotis gymnotis
- Phalanger gymnotis leucippus

## Megjelenése

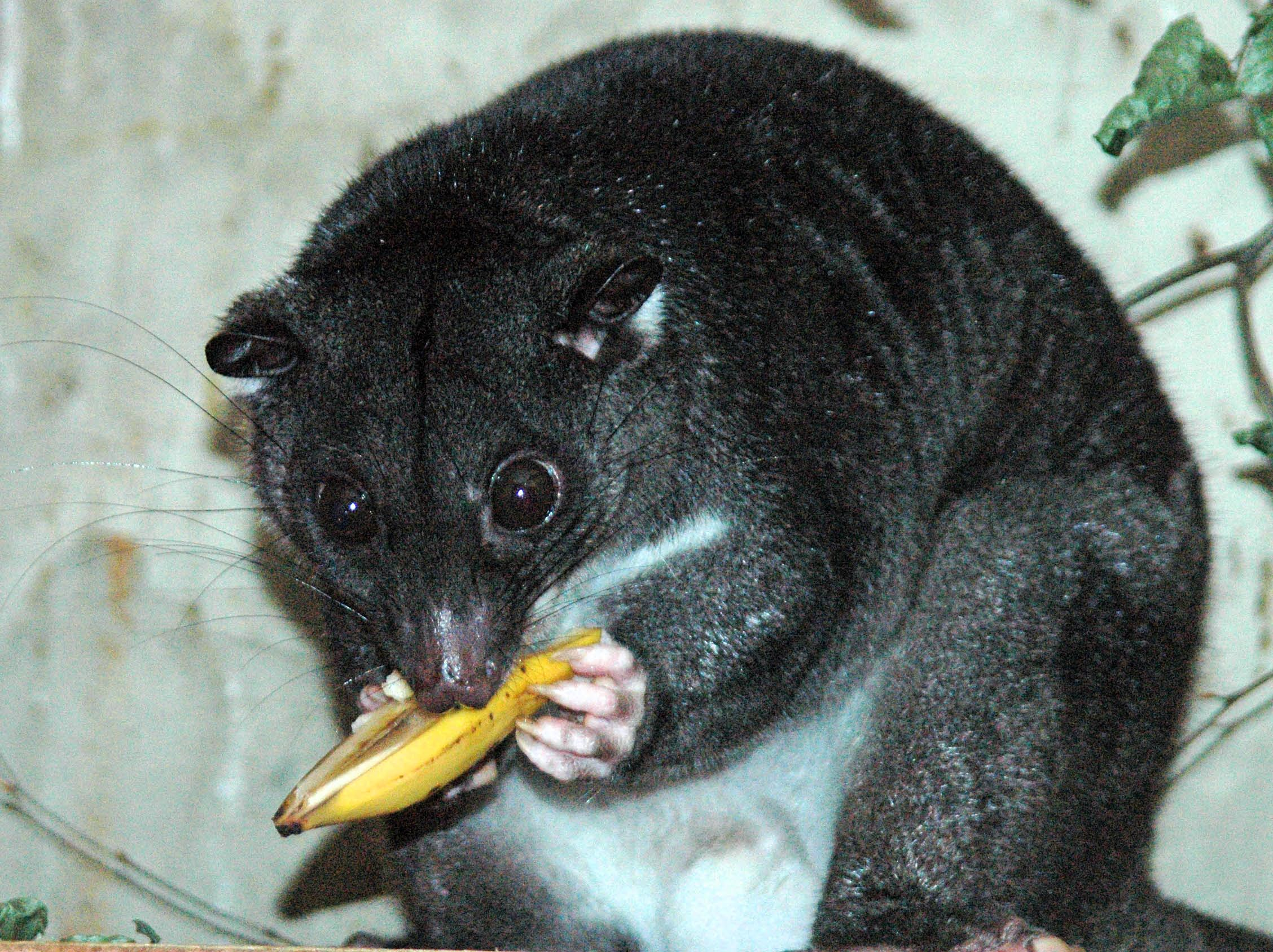

A foltos kuszkusz fej-törzs-hossza 31-53 centiméter, farokhossza 29-40 centiméter és testtömege 1,5-6 kilogramm.
Testét feketés, sötétszürke szőrzet fedi, amely a hasoldalon világosabb szürkébe megy át, a hát középvonalában azonban csaknem feketés. Nagy szemén és hosszú tapintószőrein kívül feltűnő jellegzetessége a hátulsó kétharmadán teljesen csupasz farok. A faroknak e csupasz vége az ágakon való kapaszkodást szolgálja, felülete kifejezetten érdes. Mintegy ötödik végtagként használva, ennek segítségével lendül a kuszkusz ágról ágra.

## Életmódja
Magányos, éjjeli életmódot folytató fakúszó állat. Nagy szemei, kifinomult szaglása, valamint hosszú bajusza is ezt az életmódot szolgálja. Bár ideje nagy részét a fák ágai között tölti, a többi kuszkuszhoz képest viszonylag sok időt tölt a talajszinten. Emiatt nevezik földi kuszkusznak. 
Tápláléka levelekből, virágokból, gyümölcsökből, rovarokból, madarak tojásaiból áll. Fogságban 17, a szabad természetben 11 évig élhet.

## Szaporodása
A foltos kuszkusz ivarérettségét egyéves korban éri el. A párzási idény egész évben tart. A vemhesség rendkívül rövid, 16 napig tart, ennek végén egy rizsszemnyi utód mászik az erszénybe, amely előre nyílik, itt rátapad egy-egy csecsbimbóra. A fiatal kuszkusz fejlődése az erszényben folytatódik tovább, ahonnan 108-110 naposan néz ki a kölyök először. Egy hónap múlva már ki is merészkedik onnan, de csak a születéstől számított 160. nap után hagyja el végleg az erszényt.

## Egyéb
A világ állatkertjeiben egyre több helyen mutatják be az egyszínű kuszkuszt, mert mesterséges körülmények között a kuszkuszok közül ez a faj tartható a legjobban. 
Magyarországon egy helyen, a Fővárosi Állat- és Növénykertben tartanak egyszínű kuszkuszokat. Az 1980'-as évektől kezdődően folyamatosan, egymást követő generációk óta élnek ott kuszkuszok.